# آلپینا
آلپینا (به انگلیسی: Alpina) یک شرکت خودروسازی آلمانی است، که در زمینه تیونینگ خودروهای ب‌ام‌و و مینی فعالیت می‌نماید.
آلپینا در سال ۱۹۶۵ تأسیس شد.
دفتر مرکزی و کارخانه اصلی شرکت آلپینا در شهر بوشلو، آلمان قرار دارد.

## محصولات کنونی
- آلپینا ایکس‌دی۳
- آلپینا ایکس‌دی۴
- آلپینا بی۳ بای-توربو
- آلپینا دی۳ بای-توربو
- آلپینا بی۴ بای-توربو
- آلپینا بی۵ بای-توربو
- آلپینا دی۵ اس
- آلپینا بی۶ گرن کوپه
- آلپینا بی۷
- آلپینا ایکس بی ۷

## نگارخانه

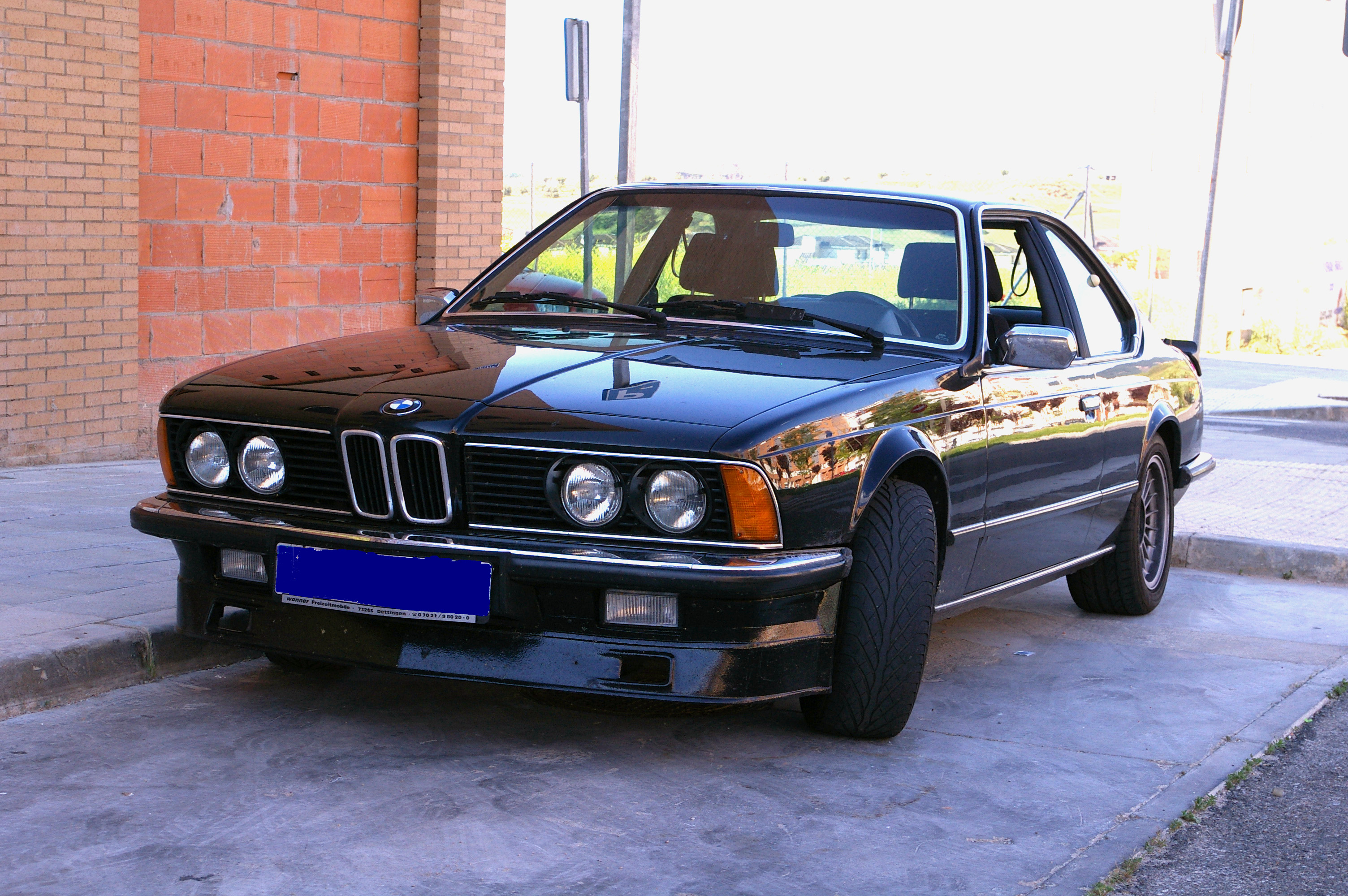
ب‌ام‌و آلپینا بی۷ توربو کوپه مدل ۱۹۸۴
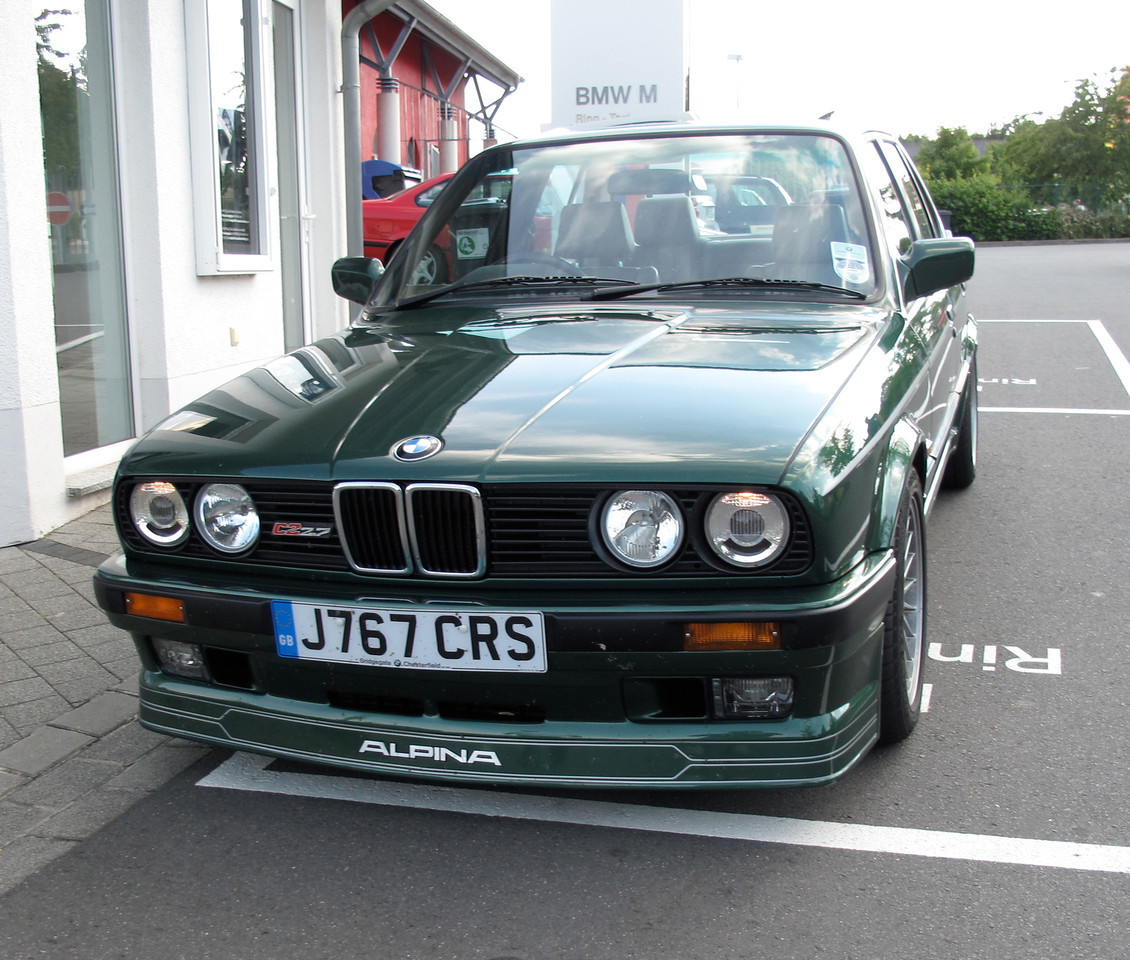
آلپینا سی۲ ۲٫۷ آلراد
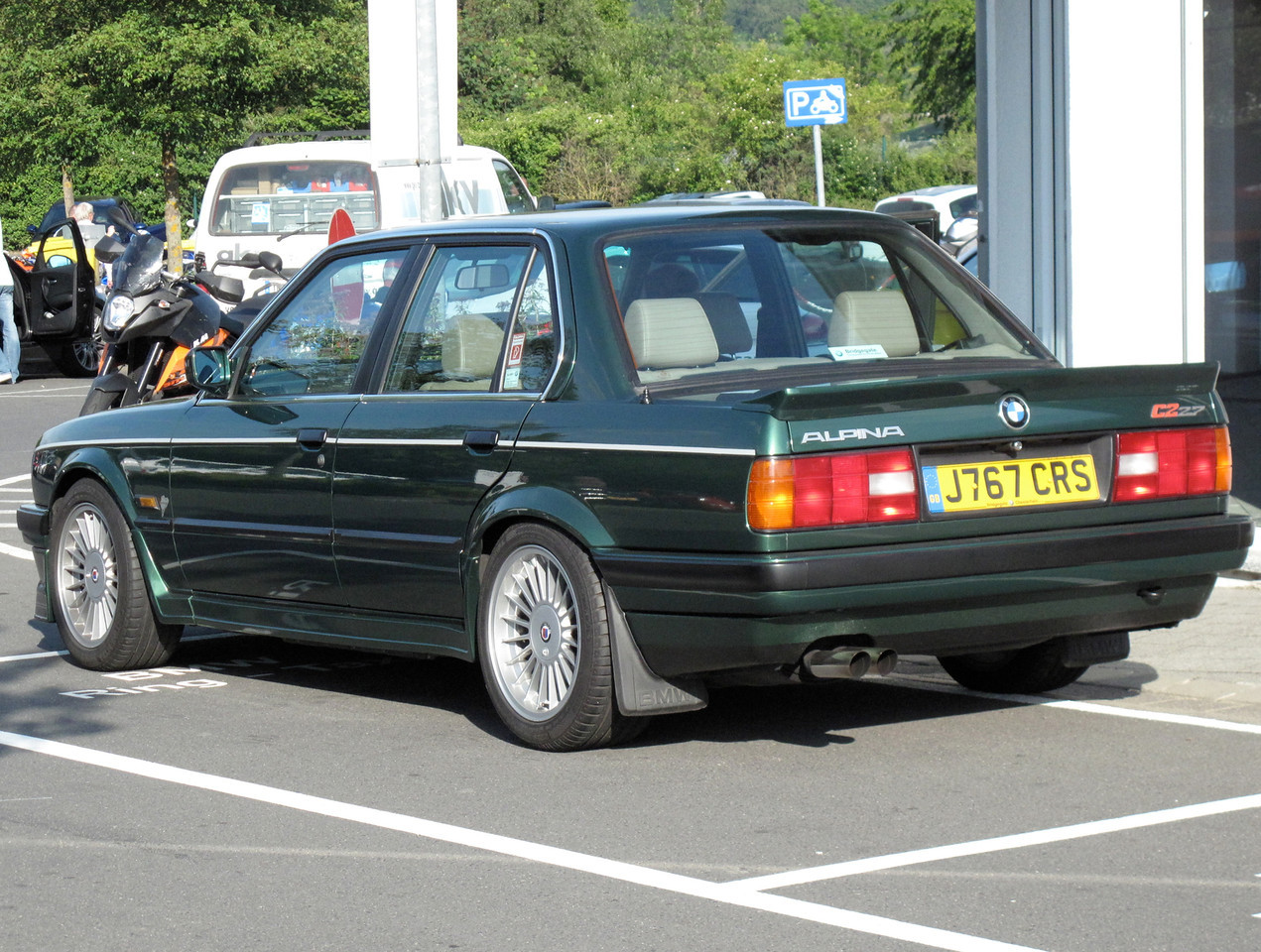
آلپینا سی۲ ۲٫۷ آلراد
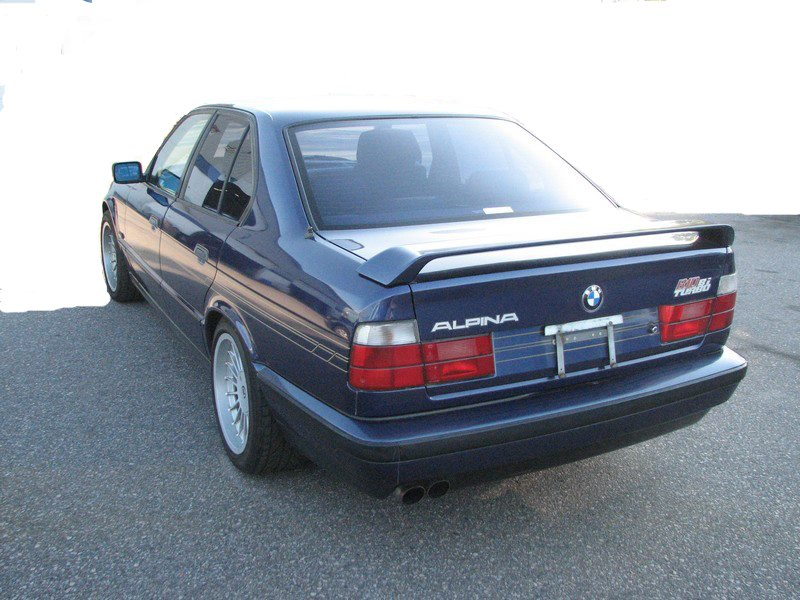
آلپینا بی۱۰ بای-توربو مدل ۱۹۹۲
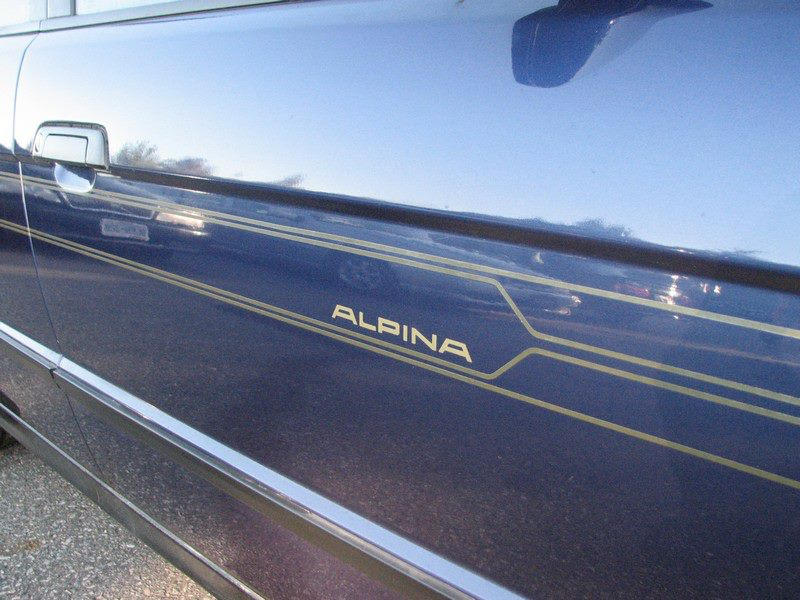
برچسب آلپینا
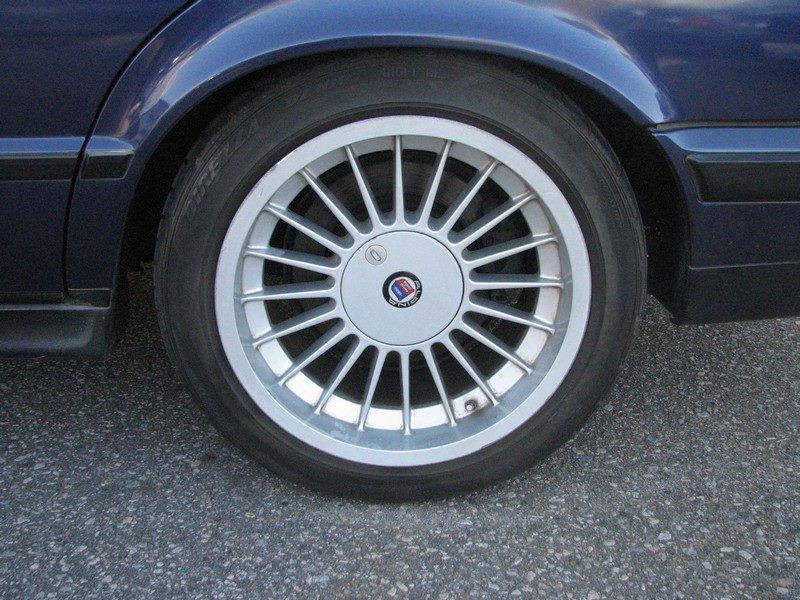
رینگ مخصوص محصولات آلپینا
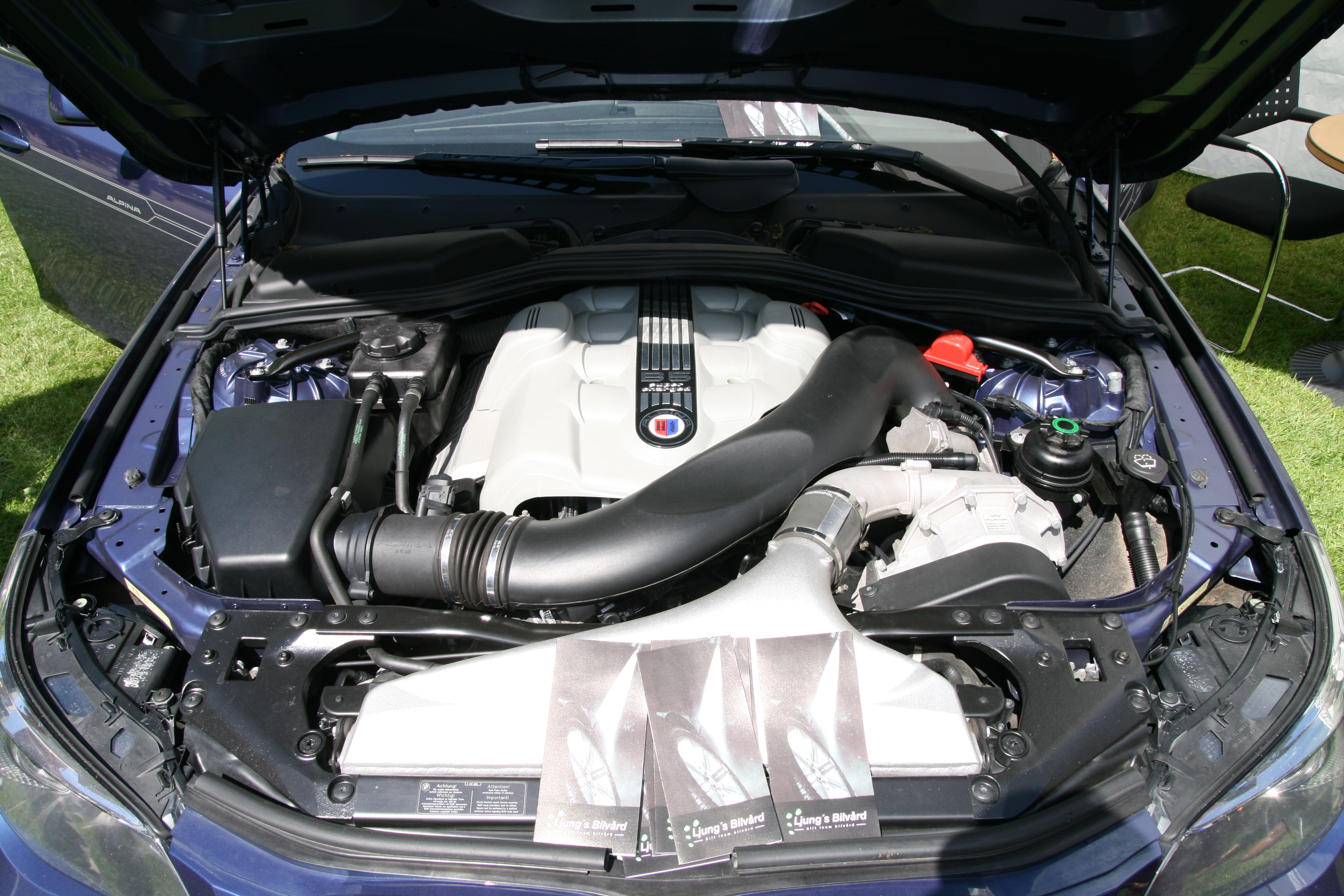
موتور آلپینا بی۵ مدل ۲۰۰۵
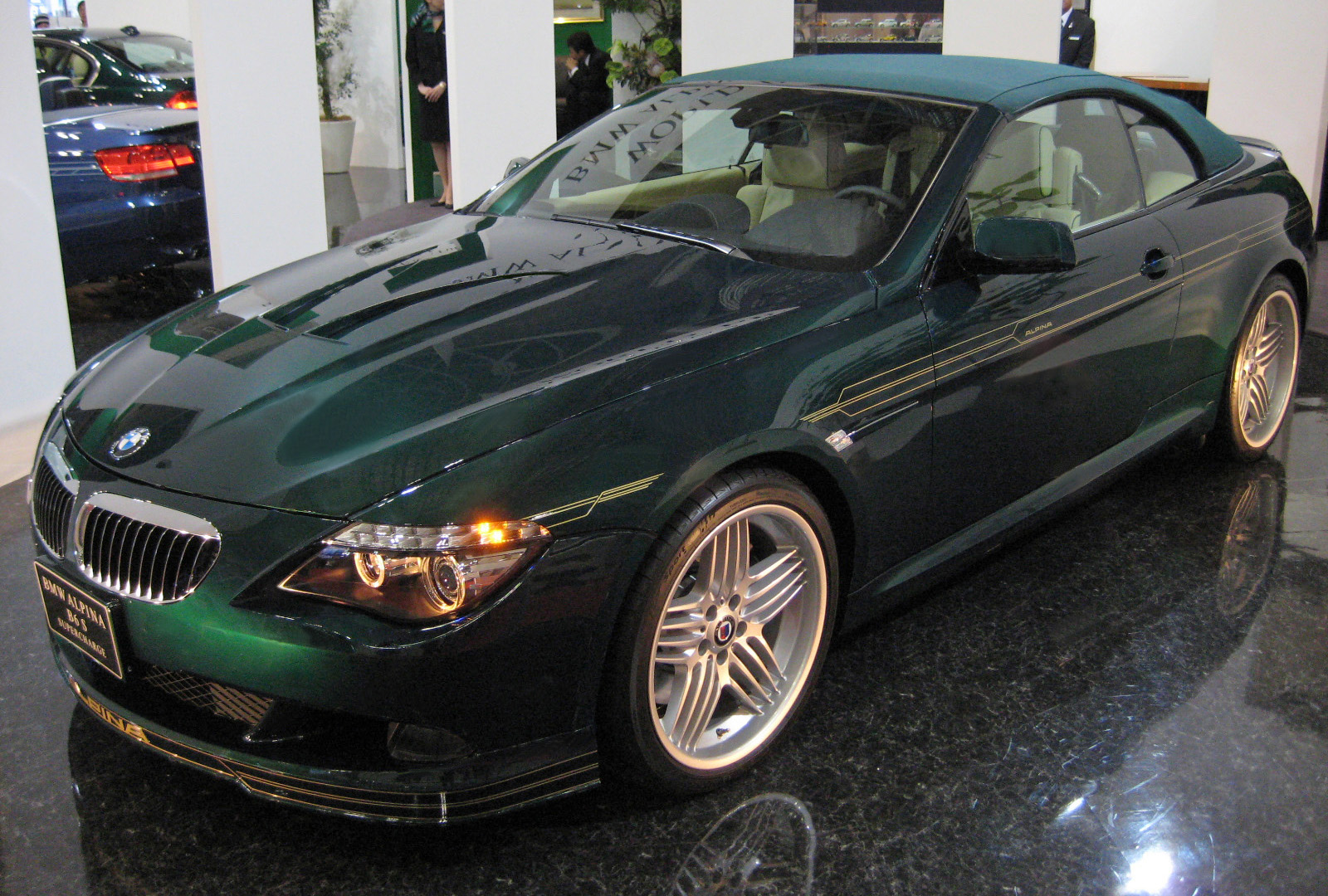
آلپینا بی۶ اس
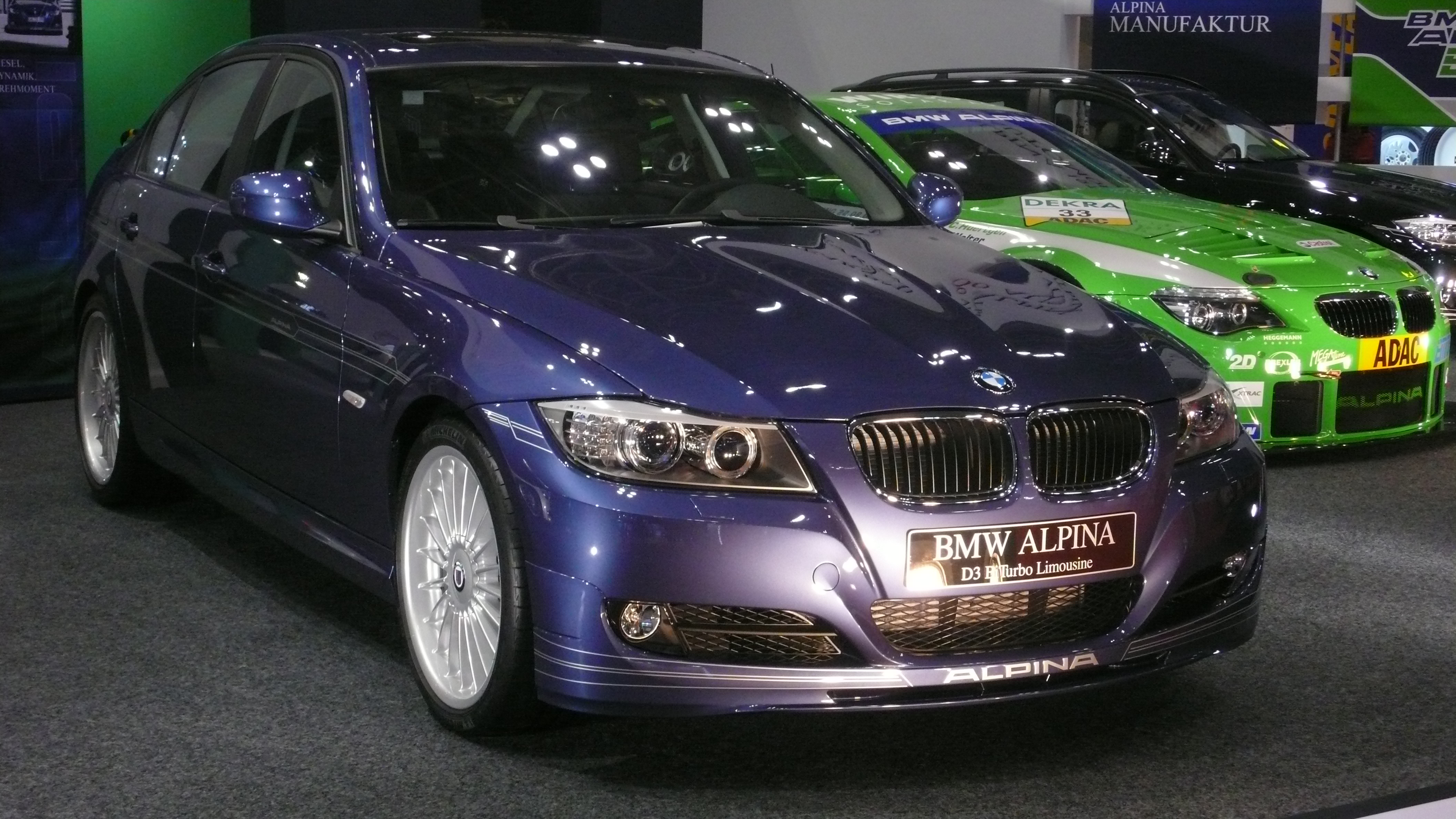
آلپینا دی۳ بای-توربو
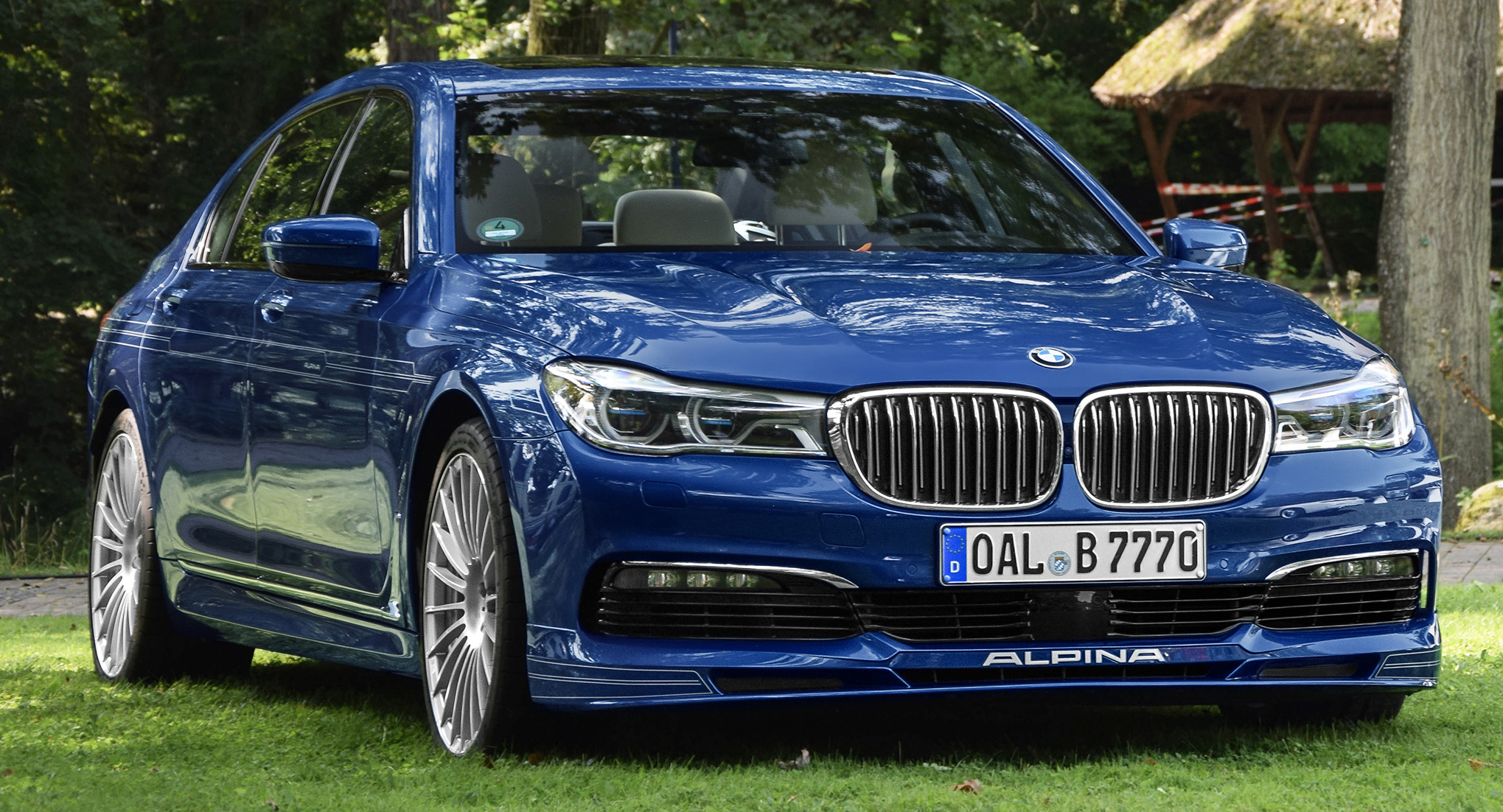
آلپینا بی۷ بای-توربو